# Große Hengstbrücke
Die Große Hengstbrücke ist eine Steinbogenbrücke über die Prießnitz im sächsischen Landschaftsschutzgebiet Dresdner Heide. Die Brücke steht unter Denkmalschutz.

## Geschichte
Die Große Hengstbrücke zählt zu den ältesten bekannten Brücken in der Dresdner Heide. Sie überführt die spätestens seit dem 16. Jahrhundert bekannte Strecke von Radeberg nach Dresden. Die Steinbrücke wurde 1558 erbaut und ersetzte eine vorher vorhandene Holzbrücke. Eine Instandsetzung der Hengstbrücke wurde 1778 durchgeführt. Im Zuge des Ausbaus der Verbindung von Radeberg nach Dresden zu Beginn der 1840er Jahre wurde auch die Brücke erneuert. Unmittelbar neben der Hengstbrücke entstand in derselben Zeit die Heidemühle.
In den Jahren 1918 und 1926 wurde die Große Hengstbrücke durch starke Hochwasserereignisse beschädigt und teilweise zerstört, was umfangreiche Sanierungs- und Neubauarbeiten zur Folge hatte.
Eine umfassende Rekonstruktion der Brücke fand im Jahr 1999 statt.

## Bauwerk
Die Große Hengstbrücke ist eine Steinbogenbrücke, die die Prießnitz mit einem einzelnen Bogen überspannt. Der asphaltierte Fahrweg über die Brücke ist mit Schutzplanken versehen, hinter denen sich ein zusätzliches Metallgeländer befindet. Unmittelbar an der Brücke befinden sich die Heidemühle, die Einkehr an der Heidemühle sowie der Zugang zur Langebrücker Hofewiese.